# Krwawy kantyk
Krwawy kantyk (ang. Blood Canticle) – wydana w 2003 roku powieść amerykańskiej pisarki Anne Rice, będąca 10 częścią cyklu Kroniki wampirów.

## Fabuła
Otoczoną posępnymi bagnami posiadłość Blackwood ożywiają przybycia i odjazdy opętanych i skazujących na opętanie. Wśród nich jest wampir Lestat, pan czasu, na tyle próżny, by uwierzyć, że może zostać świętym, na tyle słaby, by się zakochać bez nadziei na ziszczenie miłości. Wraz z dwojgiem towarzyszy, Quinnem i Moną, rozwiązuje przerażające sekrety rodziny Mayfair i ratuje przed zagładą tajemniczą rasę nieśmiertelnych, ukrywających się na samotnej wyspie.